# 銀次・政二
銀次・政二（ぎんじ・せいじ）は、かつて吉本興業に所属していた漫才コンビ。

## 来歴
- 1982年4月4日、個々にNSC1期生に入学する。同期にダウンタウン、トミーズ、ハイヒール、内場勝則などがいる。入学当時、政二はピン芸人志望でNSCに入学し、当初はモノマネを得意としていた。

- 1982年夏頃、当時フジテレビの大人気お昼の帯生放送番組「笑ってる場合ですよ!」のアマチュア・新人タレントのお笑い勝ち抜けコーナー「お笑い君こそスターだ!」にNSC1期生達に出場依頼が来た際に、同期生でもあった銀次からピン芸人として活躍していた政二にコンビ結成の誘いがあり「銀次・政二」を結成し、コンビ結成間もないにもかかわらず5週勝ち抜きグランドチャンピオンとなる。

- 1983年4月21日、大阪・梅田の阪急ファイブ・オレンジルームでNSC1期生のダウンタウン、ハイヒール、銀次･政二の若手漫才師3組で「ごんたくれ」というお笑いライブを開催（全3回）。同年6月21日、うめだ花月下席の「フレッシュコーナー」（松みのる・杉ゆたかと出演）で初舞台を踏み、劇場デビューをする。この頃には本格ツッパリ漫才を売りにして売れっ子新人漫才師としてテレビ・ラジオで活躍、「第13回NHK上方漫才コンテスト」・「第5回ABC漫才･落語新人コンクール」（現：ABCお笑いグランプリ）などの新人賞レースの本選に残る程の実力を発揮していた。

- 1984年某日、うめだ花月で漫才をしている際に、前席の態度の悪い客数人が舞台に足を乗せていた事に腹を立てた銀次が乱闘し[1]、その数ヵ月後には、とある学園祭に呼ばれた際に、学生達にサインを書いた翌日に銀次がその時書いたサインを持って政二の家に押しかけた。銀次のサインが左、前田のが右に書かれていたが、それを指差して「俺のサイン（を書く位置）は右じゃ!」と怒鳴りつけられ、政二はコンビ解散を決意したという。[2]

- 1984年11月10日の京都花月上席の「ショートショート」（やすえ・やすよと共に出演）の新人コーナーを最後に解散する。コンビ解散後は、政二は「前田政二」、銀次は「菅野銀次」と改名し吉本新喜劇にも出演。その後前田はピンでの活動や放送作家として現在も活動している。銀次は吉本新喜劇に出演した頃に「太平サブロー・シロー」に弟子入りし「タイヘイ銀次」と活動していたが数年後に吉本を退社する。2000年にはコンビ「銀秀」で松竹芸能で活動していたが解散し芸能界を引退した。

## エピソード
- 銀次は、MANZAIブーム当時水商売を渡り歩いていたが、桂米朝の家が近所にあり弟子入りを志願したところ「22歳では遅い。松之助やったらさんまとかなんでも引き取る」とタライまわしにされ、真に受けて松之助のところに行ったところ「わしが好きで来たんちゃう、まわりもってきたんか、ほな帰れ！」と怒られて門前払いされた[3]。
- 当時の十八番ネタ「カレーライス」はふたりのシンナー遊びの体験からできた[3]。
- ある日ブッチャーブラザーズ、ダウンタウンと出番が同じで、帰りにブッチャーブラザーズの2人がダウンタウンに声を掛けようとしたら、偶然にも同じ出番だった銀次・政二が通りかかりその2組で飲みに行く事になり仲良くなったという（「浜ちゃんと!」より）。
- 1983年8月、京都花月中席の「吉本新喜劇 真夏の夜の夢」（作・大河内通弘）に同期生ハイヒール、ウーマンガトリオ（杉本美樹が在籍していたトリオ）と共に出演した。

## 出演

### テレビ
- 笑ってる場合ですよ!（1982年、フジテレビ）
  - NSC在学中に「お笑い君こそスターだ!」に出演。
- 第13回NHK上方漫才コンテスト（1983年、NHK総合/関西ローカル） 
  - 同期生のトミーズ、まさと・ひとし（後のダウンタウン）と本選まで残ったが、最優秀賞は松竹芸能所属のじゃんけんぽんが受賞。
- ぼくらは怪しいサラリーマン（1983年11月 - 1984年3月、毎日放送/関西ローカル）※初レギュラー番組
- どんぶり5656（1983年 - 1984年、読売テレビ/関西ローカル）
- '84ABC漫才・落語新人コンクール（1984年1月16日、朝日放送/関西ローカル） 
  - 本選まで残ったが最優秀新人賞を受賞したのは、NSC同期生のダウンタウン。審査員奨励賞はハイヒールが受賞。
- お笑いスター誕生!!（1984年1月28日・2月4日・5月12日・7月21日、日本テレビ）
- 第19回上方漫才大賞（1984年、関西テレビ/関西ローカル）
- エキスタ寄席（1984年7月10日、朝日放送/関西ローカル）
  - 「紳助・竜介の影響を受けた若手漫才師」としてハイヒール、ダウンタウンと共に出演。
- お笑い花月劇場 初恋うつむきかげん（1985年5月19日、朝日放送/関西ローカル）
  - コンビ解散後に出演していた為、「前田政二」と「菅野銀次」で出演。
- モーレツ!!しごき教室（毎日放送/関西ローカル）

### ラジオ
- 上方漫才の道（ラジオ大阪）

## 受賞歴
- 1982年 フジテレビ 笑ってる場合ですよ! お笑い君こそスターだ! 第33代チャンピオン
- 1983年 第4回今宮子供えびすマンザイ新人コンクール 福笑い大賞